# Riverside-Albert
Riverside-Albert ist eine kanadische Kleinstadt im Albert County, New Brunswick mit 350 Einwohnern (Stand 2016). Die Gemeinde entstand 1996 durch den Zusammenschluss zweier kleinerer Gemeinden, Riverside und Albert.
Riverside-Albert liegt am Shepody River in der Nähe der Siedlung Harvey. Riverside-Albert liegt ungefähr in der Mitte zwischen den beiden Touristenattraktionen Fundy-Nationalpark und den Hopewell Rocks. Außerdem ist sie umgeben vom Biosphärenreservat Fundy.
Der Trans Canada Trail verläuft durch Riverside-Albert.